# الهروب من السجن (الموسم 1)
بُثّ الموسم الأول من بريزون بريك المسلسل التلفزيوني الدرامي الأمريكي في الولايات المتحدة وكندا في يوم الاثنين 29 أغسطس 2005 في الساعة 9:00 مساءً (المنطقة الزمنية الشرقية) على شبكة فوكس التلفزيونية. يحتوي المسلسل على 22 حلقة وانتهى في 15 مايو 2006.
يدور بريزون بريك حول شقيقين: حيث حكم على أحدهما بالإعدام على جريمة لم يرتكبها، وأخوه العبقري الذي يخطط للهروب به من السجن بعد أن يتسبب بسجن نفسه عمدا. يتمكن الأخوين ومعهم ستة أخرون من الهروب من إصلاحية نهر فوكس في الحلقة الأخيرة من المسلسل. زيادة على الحلقات الاثنان والعشرون، بُثّت حلقة خاصة باسم «وراء الجدران», في 11 أكتوبر 2005.
حاز عشرة ممثلين على بطولة المسلسل في الموسم الأول، مع عدد كبير من الأدوار المساندة. تم تصوير معظم أجزاء المسلسل في شيكاغو ومناطق محيطة بها؛ مثّل إصلاحية نهر فوكس سجن جوليت الذي أغلق في عام 2002. بشكل عام كان نقد الموسم الأول إيجابيا. أصدر الموسم الأول على هيئة ديفيدي في ستة أقراص سُمّيت بريزون بريك: الموسم الأول (بالإنجليزية: Prison Break: Season One)‏ في 8 أغسطس 2006.

## الإنتاج

### الممثلون
اختار الموسم الأول عشر ممثلين أشير إليهم كأبطال المسلسل. وينتورث ميلر بدور مايكل سكوفيلد، البطل وشقيق المحكوم عليه بالإعدام ظلما لينكون بوروز، الذي لعبه دومينيك بورسيل. السجناء الآخرون من بينهم فرناندو سوكري -الذي لعبه أموري نولاسكو-؛ وتي-باغ الذي لعبه روبرت نبر؛ وجون أبروزي الذي لعبه بيتر ستورمار؛ وسي-نوت الذي لعبه روكموند دنبار. بالإضافة إلى هؤلاء، محامية لينكون فيرونيكا دونوفان التي تلعبها روبن توني؛ وابنه إل.جي الذي لعبه مارشال ألمان؛ وضابط الإصلاحية براد بيليك الذي لعبه ويد وليامز؛ وسارا تانكريدي التي لعبتها سارة وين كوليز؛ والعميل بول الذي لعبه بول ادلستين؛ والسجين توينر الذي لعبه لين غاريسون.
ظهرت شخصيات كثيرة، بما في ذلك، مأمور إصلاحية نهر فوكس هنري بوب، الذي لعبه ستاسي كيتش؛ والسجين تشارلز وستمورلاند الذي لعبه ميوس واستون؛ والمحامي نيك سافرين الذي لعبه فرانك جريلو؛ والعميل دانيال هيل الذي لعبه داني مكاثي، ونائبة رئيس الولايات المتحدة كارولين رينولدز.

### التصوير
تم تصوير معظم أجزاء المسسل في مواقع داخل وحول شيكاغو. سجن جوليت -الذي أغلق في عام 2002- أصبح مقر بريزون بريك في عام 2005، والذي سمي في المسلسل إصلاحية نهر فوكس. المشاهد التي صُورت في زنزانة لينكون والمستوصف وساحة السجن كلها مواقع داخل جوليت. زنزانة لينكون هي نفسها الزنزانة التي حبس فيها جون واين غاسي. كان معظم أفراد الطاقم خائفين من الدخول فيها خشية أن تكون مسكونة. الأجزاء الأخرى من السجن بنيت داخل جوليت، بما في ذلك أدوار الزنازين التي تضم نزلاء السجن العام؛ كان الجناح يتكون من ثلاثة أدوار (بدلا من اثنين كما في السجون الحقيقية) وكانت الزنازين أكبر بكثير من الزنازين الحقيقة لإتاحة مساحة للكاميرات والممثلين. صُورت المشاهد الخارجية في مناطق حول شيكاغو ووودستوك وجوليت في إلينوي. من هذه الأماكن الخارجية مطار أوهير الدولي وتورونتو في أونتاريو. كلفت حلقات بريزون بريك في ولاية إلينوي مليوني دولار، وهذا ما كان حصيلته 24 مليون دولار في 2005.

## الإصدار

### النقد
أعطى ميتاكريتيك هذا الموسم الدرجة العليا —معدل مقرب مبني على آراء منتقاة من 32 نقدًا- من 65، مما يدل على نقد إيجابي له. وعلقت نيويورك تايمز على بيريزون بريك أنه «أكثر تشويقا من معظم المسلسلات التلفزيونية الحديثة، و... هو واحد من أكثرها إبداعا». في المقابل، انتقدت واشنطن بوست المسلسل بسبب «أسلوبه النكد».

### التقييم
جلبت حلقة المقدمة قرابة 10.5 مليون مشاهد مما أعطى قناة فوكس «أعلى عدد مشاهدين في يوم الإثنين في الصيف منذ حلقات ألي مكبيل ومكان ميلروز التي بُثت في سبتمبر 1998». ونال المسلسل معدل 10 ملايين مشاهد أسبوعيا. وكان الموسم يتكون من 13 حلقة، غير أنه مُدد نظرا لشعبيته.

## الحلقات
| # | #  | العنوان                                 | أخرجها                 | كتبها                       | بُثّت في            | رمز الإنتاج |
| --- | -- | --------------------------------------- | ---------------------- | --------------------------- | ----------------- | ----------- |
| 1 | 1  | «المقدمة»                               | بريت راتنر             | بول شويرينغ                 | 29 أغسطس 2005     | 1AKJ79      |
| يتعمد مايكل سكوفيلد سجن نفسه في إصلاحية نهر فوكس كجزء من خطته للهروب بأخيه لينكون الذي يواجه حكم الإعدام لجريمة لم يرتكبها. يقابل مايكل رفيق زنزانته فرناندو الذي يأخذه في جولة في أرجاء السجن. يعزم مايكل الانضمام إلى عمال السجن التي يديرها جون أبروزي، ويقابل سارا، التي حاول فتنها. يسأل مأمور إصلاحية نهر فوكس هنري بوب مايكل فيما إذا كان قادرا على إنشاء نموذج لتاج محل كهدية لزوجته في ذكرى زواجهما. يقابل مايكل لينكون ويريه الوشم المعقد على جسده الذي يحتوي مخططا للإصلاحية. |    |                                         |                        |                             |                   |             |
| 2 | 2  | «ألين»                                  | Michael W. Watkins     | بول شويرينغ                 | 29 أغسطس 2005     | 1AKJ01      |
| تندلع اشتباكات عرقية بين السجناء البيض والسود في إصلاحية نهر فوكس. يحاول مايكل أن يبقى على الحياد، لكنه يكتشف أن هذا مستحيل. يحاول مايكل الحصول على مسمار ليستخدمه في فك حوض زنزانته. وعندما توقفت الاشتباكات، ظن تي-باغ أن مايكل قتل أحد رفاقه. يعطي سي-نوت مايكل دواءً ليتمكن من مراجعة الطبيبة سارا بشكل منتظم. في نهاية الحلقة، يضرب جون مايكل ويعذبه طالبا إياه معلومات عن أحد الشهود. في هذه الأثناء، تشاهد فيرونيكا دليلا يثبت أن لينكون قام بالفعل بقتل ترينس ستيدمان. |    |                                         |                        |                             |                   |             |
| 3 | 3  | «اختبار الزنزانة»                       | براد تورنر             | Michael Pavone              | 5 سبتمبر 2005     | 1AKJ02      |
| يمتحن مايكل رفيق زنزانته فرناندو ليتأكد أنه سيحفظ سر خطة الهروب. ينحج فرناندو في الامتحان، لكنه يرفض أن يشترك في خطة الهروب. يريد تي-باغ الانتقام من مايكل على خيانته للسجناء البيض، ويحاول جون أبروزي الحصول على موقع فيبوناشي من مايكل بالتقرب منه بدلا من الاعتداء عليه. تتصل فيرونيكا بامرأة تدْعي أن لديها معلومات عن مقتل ستيدمان، لكن هذه المرأة تُقتل على يد العميل كيليرمان بأمر من كارولين رينولدز. |    |                                         |                        |                             |                   |             |
| 4 | 4  | «السم الحلو»                            | Matt Earl Beesley      | Matt Olmstead               | 12 سبتمبر 2005    | 1AKJ03      |
| يقترب رفيق مايكل الجديد هايور من اكتشاف سر وشم مايكل. ويقرر فرناندو الرجوع إلى خطة الهرب بعد أن اكتشف أن ابن عمه هاكتور يتقرب من خطبيته. استطاع مايكل إرجاع رفيقه فرناندو إلى زنزانته، واستطاعا بمساعدة جون أبروزي إحداث فتحة وراء حوض زنزانة مايكل. في هذه الأثناء، تقابل فيرونيكا نيك سافرين الذي يخبرها أنه سيساعدها في التحقيقات. يكتشف العميل بول أن مايكل في إصلاحية نهر فوكس فيسعى إلى استصدار أمر نقل مايكل إلى سجن آخر في اليوم التالي. |    |                                         |                        |                             |                   |             |
| 5 | 5  | «إنغليش أم فتز أم بيرسي»                | Randall Zisk           | Zack Estrin                 | 19 سبتمبر         | 1AKJ04      |
| يحاول العميلان بول وهيل نقل مايكل خارج إصلاحية نهر فوكس بعد أن اكتشفا اتصالاته مع لينكون عن طريق ابتزاز المأمور بوب. يطلب مايكل مساعدة الفريق في تحديد أحد أجزاء خطة الهرب، وهي اختيار الطريق الذي سيسلكونه من بين الطرق المحيطة بالسجن إنغليش وفتز وبيرسي. كان لديه إذن بالخروج بينما اعتقد المراقب على السجون أن مايكل هرب، لاحظ مايكل أن سيارات الشرطة سلكت الطريق إنغليش وبيرسي بعد أن أطلق المراقب الإنذار، لكنها لم تسلك فتز. في النهاية، يقرر الرقيب بوب عدم نقله. في هذه الأثناء تواصل فيرونيكا ونيك جهودهما في تبرئة لينكون، لكن شريط الفيديو الدليل يختفي. تشك فيرونيكا أن لنيك علاقة بذلك.                                                                |    |                                         |                        |                             |                   |             |
| 6 | 6  | «الشغب والثاقب والشيطان (الجزء الأول)»  | روبرت مانديل           | Nick Santora                | 26 سبتمبر 2005    | 1AKJ05      |
| بعد أن شعر مايكل أنه متأخر عن جدول خطة الهروب، يحاول إثارة اشتباكات بين السجناء والحراس تنتهي بحبس لسجناء الجناح، بينما يواصل مايكل شق الفتحة. تتحول الاشتباكات إلى شغب عارم بقيادة تي-باغ. الأسوأ من ذلك، أن تي-باغ وأحد الضباط اكتشفوا خطة الهرب، عندها يقتل تي-باغ الضابط على الرغم من أن فريق خطة الهرب نهاه عن فعل ذلك. يبدأ السجناء في العيادة الشغب ويحاصرون الطبيبة سارا بعد أن سمعوا بالشغب في الجناح الرئيسي. يلحظ مايكل ذلك عبر تلفزيونات المراقبة فيخاطر بخطة هربه من أجل إنقاذها. خارج السجن، يثبت نيك لفيرونيكا أنه جدير بالثقة، عندما يكتشف أن الاتصال المجهول الذي أبلَغ عن لينكون قادم من واشنطن العاصمة. يقود أحد السجناء لينكون مضلِلا ليحاول قتله. |    |                                         |                        |                             |                   |             |
| 7 | 7  | «الشغب والثاقب والشيطان (الجزء الثاني)» | Vern Gillum            | Karyn Usher                 | 3 أكتوبر 2005     | 1AKJ06      |
| خطط الحاكم تانكريدي لمحاصرة السجن، واستطاع مايكل انقاذ سارا من السجناء الثائرين عبر أنابيب الهواء، واستطاعا الهروب من السجناء الثائرين، وفرت سارا إلى الخارج. واصل فرناندو وجون أبروزي الحفر وتمكنا أخيرا من هدم الجدار والنفاذ إلى أنبوب. يتمكن لينكون من التخلص من السجين الذي يحاول قتله. عندما انتهى الشغب، قتل تي-باغ الضابط على الرغم من أن الفريق نهاه عن فعل ذلك. تتجه فيرونيكا ونيك إلى واشنطن العاصمة وفيها يتلقيان اتصالا مجهولا يخبرهما أنهما في عداد الموتى. |    |                                         |                        |                             |                   |             |
| 8 | 8  | «الرأس المسن»                           | جيس ألكسندر            | Monica Macer                | 24 أكتوبر 2005    | 1AKJ07      |
| بعد أن اكتشف مايكل أن غرفة استراحة الحراس تمثل جزءًا هاما من الخطة، حاول إقناع تشارلز وستمورلاند بالانضمام إلى فريق الهروب كون الحراس يثقون فيه ويسمحون له بدخول الغرفة. في البداية يرفض، لكن بعد أن قتل براد بيليك قطته، أشعل النار في الغرفة؛ بعد ذلك يكلَف عمال السجن (فريق الهرب) بإعادة بناء الغرفة. في الخارج، تمكنت فيرونيكا ونيك من النجاة بأعجوبة من انفجار دبره كيليرمان وهيل وأوهماهما بموتهما. في هذه الأثناء، يقتل العميلان أم إل جي وزوجها، بينما يتمكن هو من الفرار. يتم الكشف عن أن العميلان يتلقيان الأوامر من نائبة الرئيس. |    |                                         |                        |                             |                   |             |
| 9 | 9  | «توينر»                                 | Matt Earl Beesley      | بول شويرينغ                 | 31 أكتوبر 2005    | 1AKJ08      |
| تتمكن فيرونيكا ونيك من الالتقاء بإل.جي بعد أن أوهما كيليرمان وهيل أنهما في مكان آخر. يحاول مايكل حماية السجين الصغير الجديد توينر من اعتداءات تي-باغ. في هذه الأثناء تواجه خطة الهروب الخطر بسبب فقد جون أبروزي السيطرة على عمال السجن وانتقالها إلى فيلي فالوزن، الذي شغّل سجناءً آخرين. تتأكد شكوك سي-نوت التي تدور حول خطة هروب مايكل. |    |                                         |                        |                             |                   |             |
| 10 | 10 | «خدعة اليد»                             | دوايت إتش ليتل         | Nick Santora                | 7 نوفمبر 2005     | 1AKJ09      |
| يتتبع عميل للشركة فيرونكيا ونيك ويتولى عمل كيليرمان وهيل، لكن العميلان لم يرضيا. يحاول مايكل وجون إيجاد وسيلة لاستعادة السيطرة على عمال السجن، لكن قيام مايكل بذلك يعني فضح مكان فيبناشي. استطاع إرسال فالزون إلى مكان خاطئ في كندا، حيث اعتقل بتهمة حمل السلاح دوليا وانتهاك الإفراج المشروط. يستطيع جون السيطرة على عمال السجن، لكن سي-نوت يفرض انضمامه إلى فريق الهرب. |    |                                         |                        |                             |                   |             |
| 11 | 11 | «"وحينها أصبحوا 7»                      | Jesús Salvador Treviño | Zack Estrin                 | November 14, 2005 | 1AKJ10      |
| صُدم فريق الهرب والسجناء بمعرفة أن مايكل متزوج عندما قدمت زوجته لإعطائه أحد أجزاء الخطة: بطاقة للحصول على أمتعته الشخصية. لسوء الحظ، كان الضابط جيري قد سرق ساعته التي كان يحتاجها، فطلب من توينر المساعدة في استردادها. يغير تشارليز موقفه من الهروب، بعد أن سمع بمرض ابنته العضال. يتتبع عميل المباحث الجديد كوين فيرونيكا ونيك وإل.جي لكنهم يهربون ويتركون كوين ليموت في بئر قديم. في النهاية، يكتشف مايكل وجود أشخاص كثر في فريق الهرب، وأن عليهم أن يتخلصوا من أحدهم. |    |                                         |                        |                             |                   |             |
| 12 | 12 | «وخرج الرجل الغريب»                     | بوبي روث               | Karyn Usher                 | 21 نوفمبر 2005    | 1AKJ11      |
| مع ارتفاع عدد الفريق، يقرر الجميع التخلص من تي-باغ. لكنه يخبرهم أنه اتصل بأخيه في الخارج، وأخبره أنه إذا لم يتصل به بعد الهرب، فإنه سيتصل بالسلطات مبلغا عن هروبهم. يعزم جون على قتل تي-باغ، لكنه يتركه على شرط أن يرجع عن فكرة الهرب، بمجرد أن تركه قفز تي-باغ عليه بمشرط وأصابه في عنقه. تتلقى فيرونيكا اتصالا من هيل، وفيه يقول أن لديه أدلة تبرْئ لينكون، وأنه يريد أن يقابلها. يضرب لينكون أحد الحراس ليمنعه من كشف الخطة، فيتسبب ذلك بحبسه. |    |                                         |                        |                             |                   |             |
| 13 | 13 | «نهاية المطاف»                          | Sanford Bookstaver     | بول شويرينغ                 | 28 نوفمبر 2005    | 1AKJ12      |
| تقابل فيرونيكا هيل، ويخبرها أن ترينس ستيدمان ما يزال حيا، لكن وقبل أن يتمكن من إعطائها الدليل، يصل كيليرمان إلى المنطقة، ويقتل هيل بعد أن وجد أنه سجل اسمه في الأدلة ك"شريك". في إصلاحية نهر فوكس، يرسل جون إلى المشفى. يستعد الفريق للهرب لكن مايكل لا يوافق على ترك لينكون هناك في الحبس الانفرادي.لحسن الحظ، يتمكن مايكل سرا من إرسال حبة تسبب عوارض التسمم الغذائي، فيُرسل لينكون إلى المستوصف الذي سيغادر منه الفريق السجن. لسوء الحظ، غيّر السجن أنبوبة متآكلة في ليلة الهرب، مما أعاق تنفيذ الخطة. |    |                                         |                        |                             |                   |             |
| 14 | 14 | «الفأر»                                 | كيفين هوكس             | Matt Olmstead               | 20 مارس 2006      | 1AKJ13      |
| فشلت أول محاولة للهرب، وبقيت ساعات قليلة قبل إعدام لينكون، فيحاول مايكل تعطيل الكرسي الكهربائي عن طريق فأر يأكل الأسلاك، إلا أن توينر يبلغ بيليك بذلك، فيأمر بيليك بإصلاح الكرسي. يناشد مايكل سارا بأن تطلب من والدها (حاكم إلينوي) بأن يراجع قضية لينكون لكن هذا يفشل لأنه يعمل لصالح نائبة الرئيس رينولدز. في اللية التي يعدم فيها لينكون، يودعه مايكل وفيرونيكا، ويقيّد بالكرسي. |    |                                         |                        |                             |                   |             |
| 15 | 15 | «بالجلد والأسنان»                       | فرد جيربر ‏             | Nick Santora                | 27 مارس 2006      | 1AKJ14      |
| يؤخَر إعدام لينكون عندما قدْم مجهول أدلة بأن الجثة في القبر ليست جثة القتيل. ينبش نيك وفيرونيكا "قبر ستيدمان" ليجدا أن الجسد كان بالفعل جسد ستيدمان. مع الأسابيع الإضافية، سيتمكن مايكل الآن من استكمال خطة الهرب. يحصل مايكل على بزة أحد الحراس من مغسلة السجن لينفذ الخطة الاحتياطية، ويتسلل إلى مستشفى الأمراض النفسية في السجن ليجد الأنابيب التي توصلهم إلى المستوصف. لكن في طريق عودته، يحرق ظهره، فيُذهب به إلى المستوصف لتجد الطبيبة سارا أثرا لبزة الحراس على جرحه. علاوة على ذلك، يزيل جرحه أحد الأجزاء الهامة من وشمه لخطة الهرب. |    |                                         |                        |                             |                   |             |
| 16 | 16 | «حارس أخيه»                             | غريغ يايتانيس          | Zack Estrin                 | 3 أبريل 2006      | 1AKJ15      |
| تعرض هذه الحلقة مدة ثلاثة سنوات قبل سجن مايكل بالإضافة إلى حياة عدة شخصيات رئيسية قبل السجن. القصة الرئيسية التي تدور حولها الحلقة هي تلفيق القتل الذي أدى إلى إدانة لينكون وسبب إصرار مايكل على إنقاذ أخيه. في المقابل، تصور إدمان سارا على المخدرات ثم تعافيها منها، ووشاية ابن عم فرناندو به بعد أن خرج مع ماريكروز، وتسريح سي-نوت من الجيش بعد انتقد تعذيب السجناء في الكويت، وتي-باغ عندما كان يواعد سوزان هولاندر التي اكتشفت لاحقا أنه مطلوب وسلمته للسلطات. |    |                                         |                        |                             |                   |             |
| 17 | 17 | «جي-كات»                                | قاي فيرلاند            | Karyn Usher                 | 10 أبريل 2006     | 1AKJ16      |
| يأخذ نيك وفيرونيكا وإل.جي هاتف كوين المحمول، وهناك يجد إل.جي أدلة عن كيليرمان. يتجه إل.جي إلى منزله ليثأر من مقتل أمه، لكنه يعتقل قبل أن يتمكن من قتله. يرسَل مايكل إلى الحبس الانفرادي بعد أن رفض الإجابة على سؤال بوب عن الحرق. يجبر الفريق فرناندو على أن يتأكد من أن خطة الهرب ما زالت سرا، مما يؤدي به إلى الاعتقال، غير أن الحراس لم يعرفوا عن الخطة. بعد أن أصبح توينر عديم الفائدة لبراد، أرسله إلى زنزانة فيها سجين مزعج. في النهاية، يتظاهر مايكل بانهيار عصبي لكي يدخل إلى جناح الأمراض النفسية ليتمكن من الحصول على مساعدة هايور في إيجاد الجزء المفقود من الوشم، لكن هايور نسي من يكون مايكل أصلا.                                                       |    |                                         |                        |                             |                   |             |
| 18 | 18 | «الخدعة»                                | جيس ألكسندر            | Nick Santora & Karyn Usher  | 17 أبريل 2006     | 1AKJ17      |
| يحاول مايكل أن يجعل هايور يتذكره، بجعله يتقيأ العلاج. بعد فترة يتذكر هايور الوشم ويرسم الجزء المفقود. في هذه الأثناء كانت زنزانة مايكل خالية، يسعى فريق الهرب إلى شرائها قبل أن يشتريها غيرهم. فازوا في قمار غير قانوني -بسبب غش تي-باغ وخدعة سي-نوت-. لسوء الحظ، يخبر غاري الفريق أنه باع الزنزانة بالفعل، فاتهموه بحرق مايكل، وسرعان ما طرده المدير. بعد أن اعتُقل إل.جي، تم السماح للينكون بزيارته. لكن في طريقه إلى هناك صدمت شاحنة سيارة النقل فانقلبت. |    |                                         |                        |                             |                   |             |
| 19 | 19 | «المفتاح»                               | Sergio Mimica Gezzan   | Zack Estrin & Matt Olmstead | 24 أبريل 2006     | 1AKJ18      |
| ينقذ أبو لينكون ابنه من الحادث المروري، ويخبره أنه تسبب في تلفيق تهمة مقتل ستيدمان عليه لأن انشق عن الشركة. للأسف، تقوم السلطات وكيليرمان بتتبعهما. يحضر كيليرمان أولا، وبعد أن قابل لينكون يصل بيليك، فيستسلم له لينكون ويفر كيليرمان. تجد فيرونيكا دليلا يقودها إلى بلاكفوت في مونتانا. في إصلاحية نهر فوكس، يحتاج مايكل لمفتاح المستوصف ليكمل خطة الهرب، لكنه لم يستطيع أخذه من سارا، فيطلب من زوجته فعل ذلك. لكن سارا تكتشف ذلك وتغير القفل. يعرف توينر عن خطة الهرب فيشي بها إلى بيليك، الذي يجد الحفرة في غرفة استراحة الحراس. |    |                                         |                        |                             |                   |             |
| 20 | 20 | «الليلة»                                | بوبي روث               | Zack Estrin                 | 1 مايو 2006       | 1AKJ19      |
| يكتشف بيليك الحفرة، لكن وستمورلاند -الذي دخل بعد أن اكتشف بيليك الحفرة- يضربه ويقيده ويرميه فيها، غير أنه جُرح أثناء ذلك. مع هذا الطارئ يقرر الفريق أن الهرب يجب أن يتم الليلة. اضطر مايكل إلى أن يخبر سارا بالخطة، ويطلب منها ترك الباب مفتوحا له وللفريق. ينضم توينر إلى الفريق. وتخطط فيرونيكا للذهاب إلى بلاكفوت، لكن نيك يوقفها تحت تهديد السلاح. احتاج مايكل أيضا مساعدة المأمور بوب، لذا أخذ العامود الحامل لتاج محل وعاد إلى مكتبه ليصلحه، وطلب منه التعاون وهو يحمل خنجرا. |    |                                         |                        |                             |                   |             |
| 21 | 21 | «الانطلاق»                              | Dean White             | Matt Olmstead               | 8 مايو 2006       | 1AKJ20      |
| أجبر مايكل المأمور بوب على إطلاق لينكون إلى المستوصف، قبل أن يضربه ليغمى عليه. قرر نيك جعل فيرونيكا تذهب إلى بلاكفوت. عاد نيك إلى والده، إلا أن أحد رجال عصابة جون أطلق عليهما النار فقتلهما. بدأ مايكل ورفاقه الهرب من خلف زنزانة مايكل أثناء وقت الراحة. نفذوا من هناك إلى جناح المرضى النفسيين وهم متنكرون بزي المرضى النفسيين، ثم إلى المستوصف. لكن هايور انضم إليهم في لحظة الهروب، وتقهقر وستمورلاند ومات من أثر جرحه، لكنه أخبر مايكل عن مكان الخمسة ملايين دولار التي سرقها. نجح مايكل ولينكون وجون وهايور وسي-نوت وتي-باغ وتوينر وفرناندو في الهرب من إصلاحية نهر فوكس.                                                                                     |    |                                         |                        |                             |                   |             |
| 22 | 22 | «الطيران»                               | كيفين هوكس             | بول شويرينغ                 | 15 مايو 2006      | 1AKJ21      |
| بعد أن أصبح مايكل ولينكون وستة آخرون خارج الأسوار بدأت السلطات تقترب من إيجادهم. تُقصي الشركة كارولين رينولدز فتقرر أن تتولى الأمور بنفسها بأن تكون رئيسة لتتمكن من السيطرة، فقتلت الرئيس. تصل فيرونيكا إلى مونتانا وتجد دليلا يثبت براءة لينكون: أثبتت أن ترينس ستيدمان ما زال حيا. يربط تي-باغ معصمه بمايكل بقيد ليضمن أن جون لن يقتله، غير أن جون يقطع يده ليحرر مايكل. قرر الفريق تركه هو وتوينر وهايور ليعتمدوا على أنفسهم. غير أنهم اكتشفوا بعد أن وصلوا إلى المطار أن طائرة جون التي رتبها غادرت بدونهم وأن السلطات تحاصر المطار، فاضطر الفريق إلى الهرب جريا.                                                                                                 |    |                                         |                        |                             |                   |             |

## تحويلها للعبة فيديو
صدرت في العام 2010 مأخوذة من احداث الموسم الأول فقط تحت اسم المؤامرة مع إضافة شخصية جديدة تدعى توم باكستن (وهو الشخصية الرئيسية في اللعبة) الذي أرسلته (الشركة) ليكتشف أسرار مايكل سكوفيلد ولماذا جاء إلى سجن نهر فوكس الذي به أخيه لينكون بوروز، وأثناء التسلل والاكتشاف يعرف بأن سكوفيلد يخطط للهروب من السجن مع أخيه وبعض السجناء، وعندما حانت الفرصة لفضح أمره، أكتشف باكستن أن الشركة تخطط لقتله هو وبروز عن طريق رسالة مع أحد المجرمين، وبعد ذلك قرر باكستن أن يساعد الأخوين على الهروب بطريقة غير مباشرة، وفي نهاية اللعبة سوف يساعدهم بالفعل على الهرب ويخرج هو أيضا من باب السجن.